# Saif Sporting Club
Der Saif Sporting Club (bengalisch সাইফ স্পোর্টিং ক্লাব), auch einfach nur Saif SC genannt, ist ein professioneller Fußballverein aus Dhaka, Bangladesch. Bis 2022 spielte der Verein in der ersten Liga, der Bangladesh Premier League.
Im August 2022 gab der Verein den Rückzug aus der Liga bekannt.

## Erfolge
- Bangladesh Championship League: 2016 (2. Platz)  ▲
- Bodousa Cup: 2018

## Stadion
Seine Heimspiele trägt der Verein im Mymensingh Stadium in Dhaka aus. Das Stadion hat ein Fassungsvermögen von 12.000 Personen.

## Trainerchronik
Stand: 11. Januar 2022
| Trainer               | Nation      | von                | bis                |
| --------------------- | ----------- | ------------------ | ------------------ |
| Nikola Kavazović      | Serbien     | 21. September 2016 | 30. April 2017     |
| Kim Grant             | England     | 17. Mai 2017       | 25. November 2017  |
| Ryan Northmore        | England     | 10. November 2017  | 30. Juni 2018      |
| Stewart Hall          | England     | 15. April 2018     | 7. November 2018   |
| Johnny McKinstry      | England     | 10. November 2018  | 29. September 2019 |
| Stewart Hall          | England     | 30. September 2019 | 6. November 2019   |
| Mohamed Nizam         | Bangladesch | 7. November 2019   | 2. Januar 2020     |
| Mohamed Nizam         | Kroatien    | 6. Januar 2020     | 8. November 2020   |
| Paul Put              | Belgien     | 9. November 2020   | 26. Februar 2021   |
| Zulfiker Mahmud Mintu | Bangladesch | 26. Februar 2021   | 8. März 2021       |
| Stewart Hall          | England     | 9. März 2021       | 1. August 2021     |
| Zulfiker Mahmud Mintu | Bangladesch | 1. August 2021     | 30. September 2021 |
| Andrés Cruciani       | Argentinien | 7. November 2021   | 8. Oktober 2022    |

## Saisonplatzierung
| Saison  | Liga                           | Level | Platz    | Federation Cup |
| ------- | ------------------------------ | ----- | -------- | -------------- |
| 2016    | Bangladesh Championship League | 2     | 2. ▲     |                |
| 2017/18 | Bangladesh Premier League      | 1     | 6.       |                |
| 2019    | Bangladesh Premier League      | 1     | 4.       |                |
| 2020    | Bangladesh Premier League      | 1     | abgesagt |                |
| 2021    | Bangladesh Premier League      | 1     | 4.       |                |
| 2021/22 | Bangladesh Premier League      | 1     | 3.       |                |